# سانت‌آنجلو رومانو
سانت‌آنجلو رومانو (به ایتالیایی: Sant'Angelo Romano) یک کومونه در ایتالیا است که در استان رم واقع شده‌است. سانت‌آنجلو رومانو ۲۱ کیلومتر مربع مساحت و ۳٬۰۷۸ نفر جمعیت دارد و ۴۰۰ متر بالاتر از سطح دریا واقع شده‌است.